# Épocas Memoráveis da Ilha Terceira dos Açores
As Épocas Memoráveis da Ilha Terceira é uma obra de natureza histórica, de autoria de José Joaquim Pinheiro (1833-1894).

Obra de natureza monográfica, dedicada à ilha do Terceira, com enfoque no concelho de Angra, cobrindo o período de 1450 a 1832.
Foi publicada originalmente em 6 volumes, de 1890 a 1896, em Angra do Heroísmo, na Typographia de "A União". Por falecimento do seu autor, parte do 5.º volume e o 6.º foram redigidos por seu filho, Manuel Pinheiro.